# Miss Grand International
Miss Grand International ist der Titel einer gewählten Schönheitskönigin, der seit 2013 jedes Jahr neu durch einen Schönheitswettbewerb verliehen wird. Er wurde von Nawat Itsaragrisil, einem thailändischen TV-Moderator und Produzenten, eingeführt. Die Kandidatinnen werden in nationalen Wettbewerben ausgesucht und nach einer aufwändigen Medienkampagne wird die Siegerin für ein Jahr zur Königin ernannt. Der Titel ist verbunden mit zahlreichen Preisen und gleichzeitig mit Verpflichtungen gegenüber den Sponsoren und Preisstiftern der Wettbewerbe.

## Geschichte
Die erste Wahl zur Miss Grand International fand 2013 in Bangkok statt, der erste Titel wurde an die 22-jährige Janelee Chaparro verliehen. Die Show wird auf dem thailändischen Fernsehsender CH7, YouTube und Facebook Live ausgestrahlt.
Im Jahr 2016 fand in Las Vegas die erste Wahl außerhalb Thailands statt, im Jahr darauf in Phú Quốc. In der Folge wechselte der Veranstaltungsort jährlich von Land zu Land.

## Siegerinnen
| Jahr | Name                    | Land                    | Ort der Wahl                  | Bewerbungen |
| ---- | ----------------------- | ----------------------- | ----------------------------- | ----------- |
| 2013 | Janelee Chaparro        | Puerto Rico             | Bangkok, Thailand             | 71          |
| 2014 | Lees Garcia             | Kuba                    | Bangkok, Thailand             | 85          |
| 2015 | Anea Garcia (Rücktritt) | Dominikanische Republik | Bangkok, Thailand             | 77          |
| 2015 | Claire Elizabeth Parker | Australien              | Bangkok, Thailand             | 77          |
| 2016 | Ariska Putri Pertiwi    | Indonesien              | Las Vegas, Vereinigte Staaten | 74          |
| 2017 | María José Lora         | Peru                    | Phú Quốc, Vietnam             | 77          |
| 2018 | Clara Sosa              | Paraguay                | Rangun, Myanmar               | 75          |
| 2019 | Valentina Figuera       | Venezuela               | Caracas, Venezuela            | 60          |
| 2020 | Abena Appiah            | Vereinigte Staaten      | Bangkok, Thailand             | 63          |
| 2021 | Nguyễn Thúc Thùy Tiên   | Vietnam                 | Bangkok, Thailand             | 59          |
| 2022 | Isabella Menin          | Brasilien               | Jakarta, Indonesien           | 68          |
| 2023 | Luciana Fuster          | Peru                    | Ho-Chi-Minh-Stadt, Vietnam    | 69          |
| 2024 | Rachel Gupta            | Indien                  | Bangkok, Thailand             | 68          |

Galerie

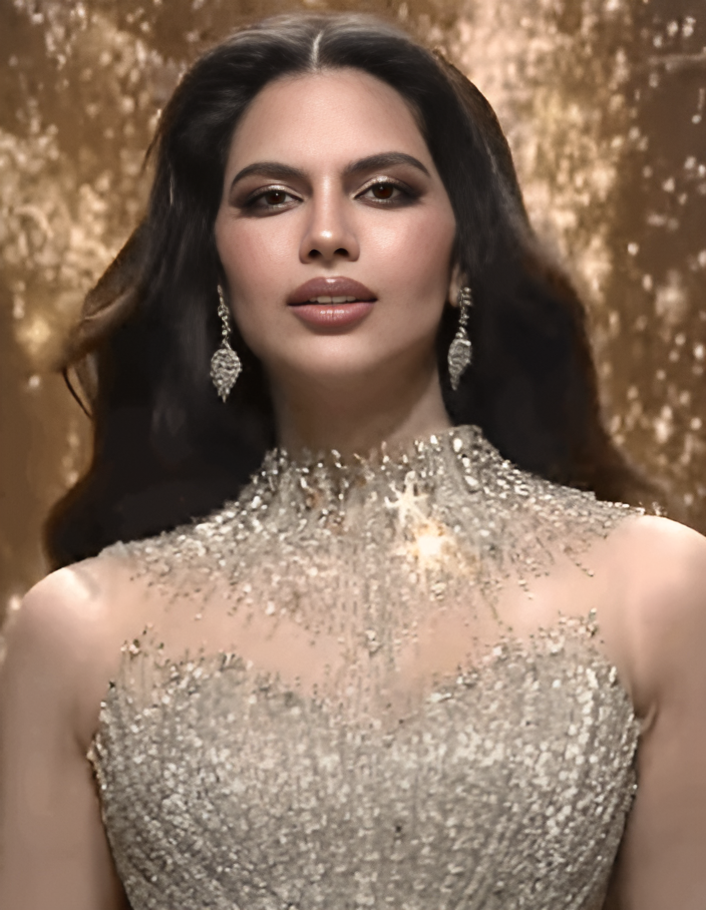
Miss Grand International 2024 Rachel Gupta Indien
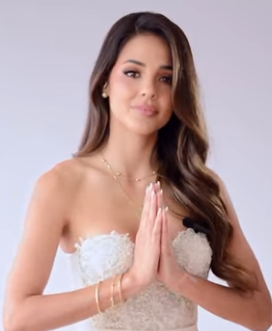
Miss Grand International 2023 Luciana Fuster Peru
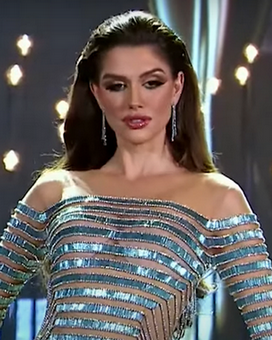
Miss Grand International 2022 Isabella Menin Brasilien
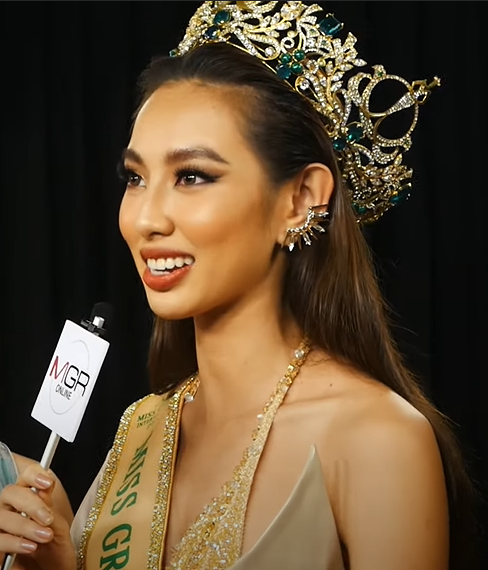
Miss Grand International 2021 Nguyễn Thúc Thùy Tiên Vietnam
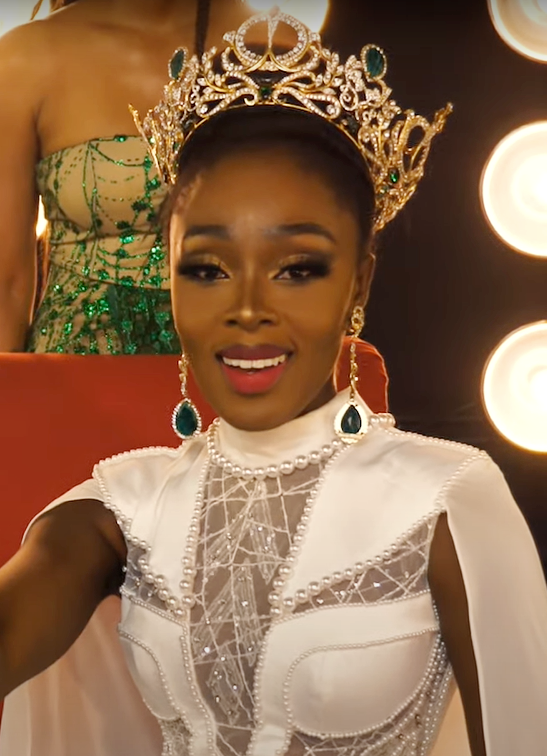
Miss Grand International 2020 Abena Appiah Vereinigte Staaten
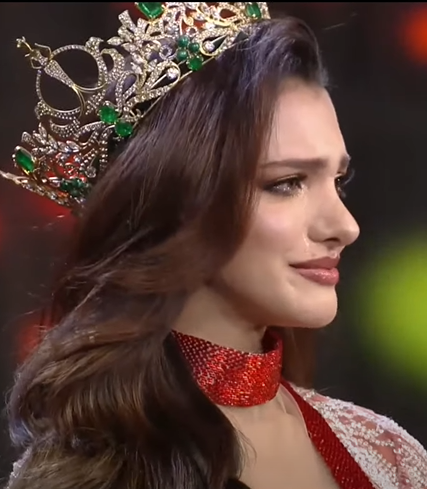
Miss Grand International 2019 Valentina Figuera Venezuela
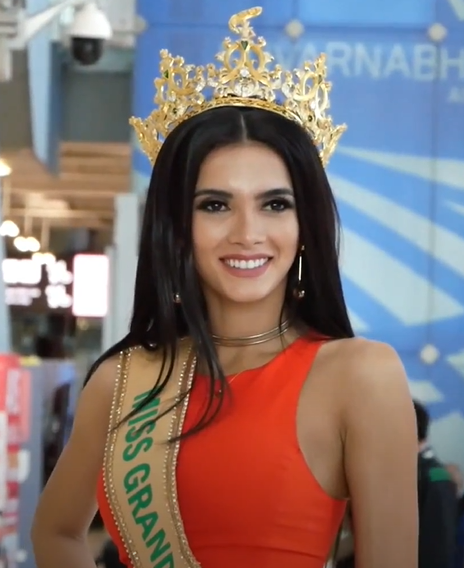
Miss Grand International 2018 Clara Sosa
 Paraguay
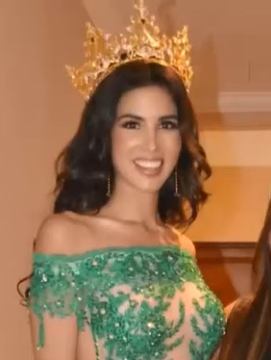
Miss Grand International 2017 María José Lora Peru
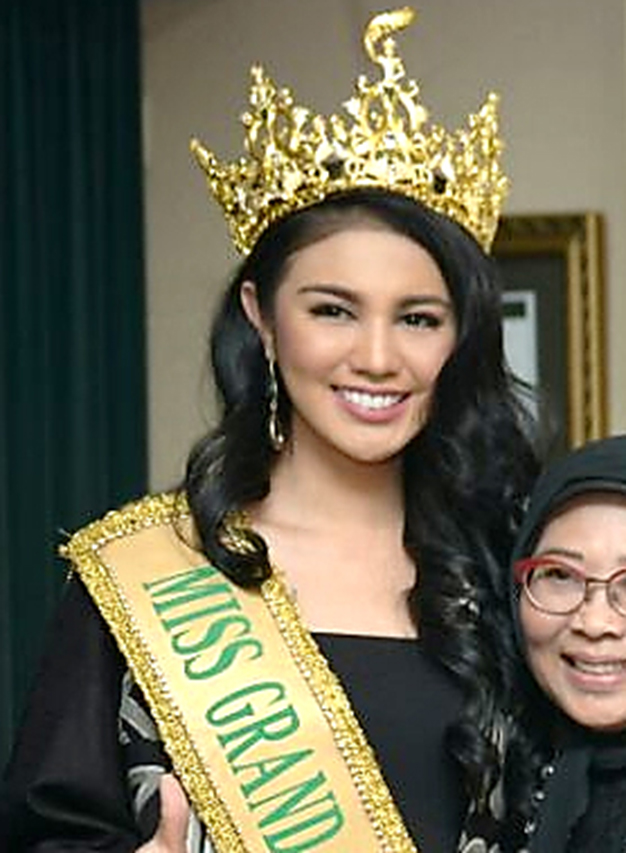
Miss Grand International 2016 Ariska Putri Pertiwi Indonesien
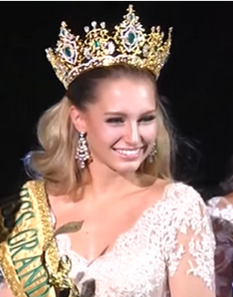
Miss Grand International 2015 Claire Elizabeth Parker Australien
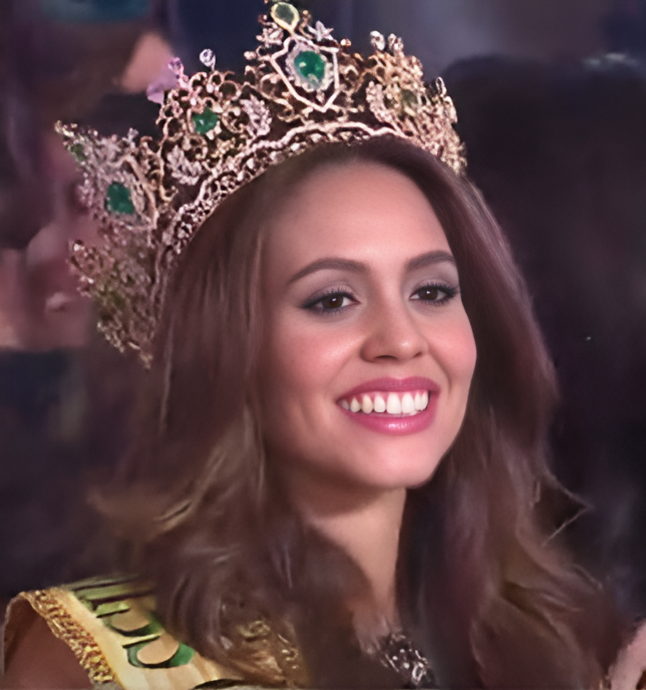
Miss Grand International 2014 Lees Garcia
 Kuba
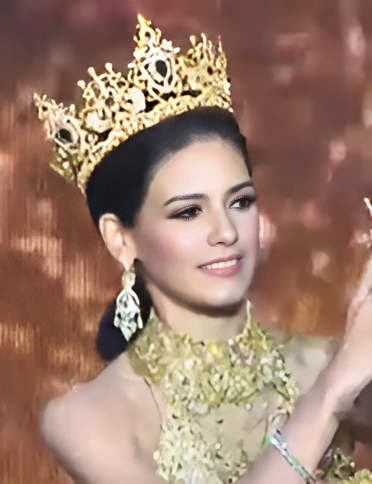
Miss Grand International 2013 Janelee Chaparro Puerto Rico

## Gewinnerinnen nach Nationen
| Titelanzahl | Land               | Jahr       |
| ----------- | ------------------ | ---------- |
| 2           | Peru               | 2017, 2023 |
| 1           | Indien             | 2024       |
| 1           | Brasilien          | 2022       |
| 1           | Vietnam            | 2021       |
| 1           | Vereinigte Staaten | 2020       |
| 1           | Venezuela          | 2019       |
| 1           | Paraguay           | 2018       |
| 1           | Indonesien         | 2016       |
| 1           | Australien         | 2015       |
| 1           | Kuba               | 2014       |
| 1           | Puerto Rico        | 2013       |

## Kandidatinnen aus deutschsprachigen Ländern

### Deutschland
| Jahr | Miss Grand Germany    | Alter                 | Größe                 | Heimat                | Ergebnis              | Auszeichnungen        |
| ---- | --------------------- | --------------------- | --------------------- | --------------------- | --------------------- | --------------------- |
| 2021 | Luisa Victoria Malz   | 19                    | 1,68 m                | Dortmund              | Top 20                |                       |
| 2020 | Arlinda Prenaj        | 22                    | 1,72 m                | Munich                | nicht qualifiziert    |                       |
| 2019 | Lalaine Mahler        | 19                    | 1,70 m                | Karlsruhe             | nicht qualifiziert    |                       |
| 2018 | Mona Schafnitzl       | 23                    | 1,70 m                | Mindelheim            | nicht qualifiziert    |                       |
| 2017 | Juliane Rohlmann      | 26                    | 1,72 m                | Berlin                | nicht qualifiziert    |                       |
| 2016 | keine Lizenzinhaberin | keine Lizenzinhaberin | keine Lizenzinhaberin | keine Lizenzinhaberin | keine Lizenzinhaberin | keine Lizenzinhaberin |
| 2015 | keine Lizenzinhaberin | keine Lizenzinhaberin | keine Lizenzinhaberin | keine Lizenzinhaberin | keine Lizenzinhaberin | keine Lizenzinhaberin |
| 2014 | keine Lizenzinhaberin | keine Lizenzinhaberin | keine Lizenzinhaberin | keine Lizenzinhaberin | keine Lizenzinhaberin | keine Lizenzinhaberin |
| 2013 | Diana König           | 26                    |                       | Ilmenau               | nicht qualifiziert    |                       |

### Schweiz
| Jahr | Miss Grand Switzerland | Alter                 | Größe                 | Heimat                | Ergebnis                          | Auszeichnungen                    |
| ---- | ---------------------- | --------------------- | --------------------- | --------------------- | --------------------------------- | --------------------------------- |
| 2019 | keine Lizenzinhaberin  | keine Lizenzinhaberin | keine Lizenzinhaberin | keine Lizenzinhaberin | keine Lizenzinhaberin             | keine Lizenzinhaberin             |
| 2018 | keine Lizenzinhaberin  | keine Lizenzinhaberin | keine Lizenzinhaberin | keine Lizenzinhaberin | keine Lizenzinhaberin             | keine Lizenzinhaberin             |
| 2017 | Mariela Nova           | 22 Jahre alt          | 1,71 m                | Vevey                 | nicht konkurriert (Lizenzproblem) | nicht konkurriert (Lizenzproblem) |
| 2016 | Ambre Chavailla        | 18 Jahre alt          | 1,70 m                | Freiburg              | nicht qualifiziert                |                                   |
| 2015 | keine Lizenzinhaberin  | keine Lizenzinhaberin | keine Lizenzinhaberin | keine Lizenzinhaberin | keine Lizenzinhaberin             | keine Lizenzinhaberin             |
| 2014 | keine Lizenzinhaberin  | keine Lizenzinhaberin | keine Lizenzinhaberin | keine Lizenzinhaberin | keine Lizenzinhaberin             | keine Lizenzinhaberin             |
| 2013 | Cynthia Montchong      | 17 Jahre alt          |                       | Biel/Bienne           | nicht qualifiziert                |                                   |

### Luxemburg
| Jahr | Miss Grand Luxembourg  | Alter                 | Größe                 | Heimat                | Ergebnis              | Auszeichnungen        |
| ---- | ---------------------- | --------------------- | --------------------- | --------------------- | --------------------- | --------------------- |
| 2019 | keine Lizenzinhaberin  | keine Lizenzinhaberin | keine Lizenzinhaberin | keine Lizenzinhaberin | keine Lizenzinhaberin | keine Lizenzinhaberin |
| 2018 | keine Lizenzinhaberin  | keine Lizenzinhaberin | keine Lizenzinhaberin | keine Lizenzinhaberin | keine Lizenzinhaberin | keine Lizenzinhaberin |
| 2017 | keine Lizenzinhaberin  | keine Lizenzinhaberin | keine Lizenzinhaberin | keine Lizenzinhaberin | keine Lizenzinhaberin | keine Lizenzinhaberin |
| 2016 | Natascha Bintz         | 26 Jahre alt          | 1,73 m                | Luxemburg             | nicht qualifiziert    |                       |
| 2015 | keine Lizenzinhaberin  | keine Lizenzinhaberin | keine Lizenzinhaberin | keine Lizenzinhaberin | keine Lizenzinhaberin | keine Lizenzinhaberin |
| 2014 | Corinne Semedo Furtado | 21 Jahre alt          |                       | Luxemburg             | nicht qualifiziert    |                       |
| 2013 | keine Lizenzinhaberin  | keine Lizenzinhaberin | keine Lizenzinhaberin | keine Lizenzinhaberin | keine Lizenzinhaberin | keine Lizenzinhaberin |

### Österreich & Liechtenstein
In Österreich und Liechtenstein gibt es keine Lizenznehmerinnen.